# Chapelle de Groeninghe
La chapelle de Groeninghe  (en néerlandais : Groeningekapelleke) est une chapelle remarquable par son caractère historique régional à Courtrai.

## Histoire
La chapelle est érigée en 1832 par Félix Edward Dujardin (+1837) à la porte de Gand, sur le lieu où se trouvait l'ancienne abbaye de Groeninghe au XIVe siècle.  Elle est dédiée à Notre-Dame de Groeninghe, Consolatrice des affligés, dont elle contenait une statue.  Outre son caractère religieux, l'édifice est également pensé par Dujardin comme un lieu commémoratif de la bataille des éperons d'or.  Il  y pend un éperon, faisant allusion à la façon dont les flamands avaient pendus à la voute de l'église Notre-Dame (de Courtrai) ceux dont ils s'étaient emparés sur les dépouilles des chevaliers français morts au cours de cette bataille.  Il y peint aussi en lettres dorées le nom de plusieurs d'entre eux .
Initialement située dans les champs, la chapelle est progressivement encerclée par l'urbanisation et finalement intégrée à plusieurs constructions successives.  D'abord dans le bâtiment de l'imprimerie J. Goddaer en 1936 (puis du relieur Gutenberg-Soenen en 1976) qui est détruit au cours des années 2010, et actuellement, dans un bâtiment de commerces et d'habitations .

## Commémorations
En 1838, l'écrivain Hendrik Conscience mentionne l'existence de cette chapelle dans la postface de son roman "Le lion des Flandres", il y affirme notamment que l'éperon suspendu par Dujardin serait un des éperons saisis comme trophées par les flamands en 1302 .  La même année, le poète Prudens Van Duyse consacre un poème aux élans patriotiques à la chapelle .  Dans les mois qui suivent, l'éperon de Dujardin est dérobé par un voleur qui ne sera jamais identifié .
Après la parution du lion des Flandres, la chapelle devient un lieu de commémorations informelles et occasionnelles, qui mêlent dans un premier temps sentiment religieux et patriotisme belge.  Progressivement, sous l'influence de personnalités telles que le prêtre-poète Guido Gezelle et l'écrivain Théodore Sevens (qui la mentionne en passant dans son ouvrage Reisjes in Zuid Vlaanderen ),  elle devient un lieu de cristallisation des aspirations du Mouvement Flamand à Courtrai, qui se concrétiseront en 1906 par la construction du monument de Groeninghe.
Le 14 juillet 1889 est organisé autour de la chapelle la première fête commémorative de la bataille des Eperons d'Or à Courtrai.  A l'initiative de plusieurs membres du Davidsfonds de Courtrai, Les participants se rassemblent à l'église Saint-Michel de Courtrai, où est vénérée Notre-Dame de Groeninghe, et y écoutent une prédication de Guido Gezelle .  Ils se rendent ensuite en procession jusqu'à la chapelle.  Là, Théodore Sevens et l'avocat Adolf Verriest prononcent ce que l'on considère comme le premier discours des commémorations annuelles de la bataille des éperons d'or, ouvrant une tradition qui se poursuit de nos jours.  À partir de cette date et jusqu'à la construction du monument de Groeninghe, la chapelle devient chaque année le théâtre de cette manifestation .
Après la construction du monument, la chapelle perd de sa charge symbolique sur le plan socio-politique mais demeure encore quelque temps un lieu de dévotion pour les Courtraisiens.  Ainsi après le début de la première guerre mondiale et jusqu'à l'arrivée des troupes allemandes dans Courtrai, un cortège de fidèles se rende chaque jour en prière de l'église Saint Michel à la chapelle .

## Articles Connexes
- Bataille des Eperons d'Or.
- Notre-Dame de Groeninghe.
- Monument de Groeninghe.